# Zemetčinskij rajon
Lo Zemetčinskij rajon (in russo Земетчинский район?) è un rajon dell'Oblast' di Penza, nella Russia europea. Istituito nel 1928, il suo capoluogo è Zemetčino.